# Base (scheikunde)
Een base of loog is een substantie die eigenschappen heeft tegengesteld aan een zuur. De mate waarin een in water opgeloste stof basisch is, wordt aangegeven met de pH-waarde: 7 is neutraal, hogere waarden zijn basisch, lagere waarden dan 7 zijn zuur.
Traditioneel gebruikte men lakmoespapier om te testen of een stof basisch was. Een base in oplossing kleurt het lakmoespapier blauw. Een modernere en nauwkeurigere manier is met een pH-meter.
Base en loog zijn ook alkali genoemd. De naam alkali komt uit het Arabisch: القلية, al-qalya en het Latijn: sal alkali, dat potas betekent.

## Definities
Basen kunnen op drie manieren worden gedefinieerd:
1. volgens Arrhenius
2. volgens Brønsted en Lowry
3. volgens Lewis

### Volgens Arrhenius
Een base volgens Arrhenius, een Arrhenius-base, is een molecuul dat in water H2O aanleiding geeft tot het vormen van een hydroxide-ion OH−. Het molecuul kan ook zelf een hydroxide-ion bevatten, maar dat hoeft niet. Twee voorbeelden van Arrhenius-basen zijn natriumhydroxide NaOH en ammoniak NH3:
{\displaystyle {\ce {NaOH -> Na^+ + OH^-}}}
{\displaystyle {\ce {NH3 + H2O -> NH4^+ + OH^-}}}

### Volgens Brønsted en Lowry
Een base volgens Johannes Nicolaus Brønsted en Thomas Lowry is een molecuul of negatief geladen ion dat waterstofionen H+ kan opnemen en wordt een brønsted-base genoemd. Deze twee chemici kwamen in 1923 tegelijkertijd, maar onafhankelijk van elkaar met deze definitie. Vaak wordt alleen de naam van Brønsted vermeld. Elke Arrhenius-base is ook een Brønsted-base, maar dat geldt niet omgekeerd. Volgens Arrhenius moet het molecuul in water worden opgelost, maar dat is volgens de definitie van Brønsted en Lowry niet noodzakelijk.

### Volgens Lewis
Een base is volgens Lewis een molecuul met een vrij elektronenpaar, aangegeven met een dubbelepunt en wordt daarom een lewisbase genoemd. Het elektronenpaar kan met een zuur worden gedeeld, bijvoorbeeld in de reactie tussen boortrifluoride en ammoniak:
{\displaystyle {\ce {BF3 (zuur) + :NH3 (base) -> F3B:NH3}}}
Alle brønstedbasen zijn ook lewisbasen, maar het omgekeerde geldt niet altijd.

## Voorbeelden van basen
| base                              | brutoformule | opgelost in water |
| --------------------------------- | ------------ | ----------------- |
| natriumhydroxide                  | NaOH         | natronloog        |
| kaliumhydroxide                   | KOH          | kaliloog          |
| bariumhydroxide                   | Ba(OH)2      | barietwater       |
| calciumhydroxide of gebluste kalk | Ca(OH)2      | kalkwater         |
| ammoniak                          | NH3          | ammonia           |
| natriumcarbonaat                  | Na2CO3       |                   |

Meer voorbeelden:
- guanidinium
- hexametyleentetramine of hexamine
- ureum
- verschillende oxiden, zoals koper(II)oxide
- andere organische aminen